# Achatar a curva

O distanciamento social ajuda a evitar um pico acentuado de infecções para ajudar os serviços de saúde a lidar com a demanda e estende o tempo para que sejam preparados e tenham um aumento na capacidade de atendimento.

Simulações comparando a taxa de propagação da infecção e o número de mortes devido à superação da capacidade hospitalar, quando as interações sociais são "normais" (esquerda, 200 pessoas se movendo livremente) e "distanciadas" (direita, 25 pessoas se movendo livremente)

Achatar a curva é um conceito em saúde pública central para o gerenciamento da Pandemia de COVID-19. A curva é a curva epidemiológica, a representação visual do número de pessoas infectadas ao longo do tempo. Durante uma epidemia, o sistema de saúde pode colapsar quando o número de pessoas infectadas exceder a capacidade do sistema de saúde de cuidar delas. Um influente estudo do Imperial College, no Reino Unido, mostrou que uma resposta não mitigada ao COVID-19 poderia exigir até 46 vezes o número de leitos de Unidade de terapia intensiva (UTI) disponíveis. Achatar a curva significa retardar a propagação da epidemia, para reduzir o número máximo de pessoas afetadas ao mesmo tempo, e o sistema de saúde não ser sobrecarregado. O achatamento da curva se baseia em técnicas de mitigação, como o distanciamento social.
Durante a pandemia de COVID-19 o conceito foi amplamente utilizado por diversos países (dentre eles Brasil, Coreia do Sul, Estados Unidos, Japão), enquanto outros países, a exemplo da Itália e Índia tomaram medidas mais firmes como a quarentena. Já outros, como Holanda, optaram em um primeiro momento pela "imunidade coletiva" para a COVID-19; partindo do conceito de que mais pessoas seriam contaminadas com a doença com objetivo de ficarem imunizadas. No entanto, ao final de março o primeiro ministro holandês voltou atrás e impôs medidas de restrições sociais leves.

## Controvérsias
Segundo uma revisão de 67 estudos, publicada pelos Institutos Nacionais de Saúde dos Estados Unidos em 2011, pôs em xeque as estratégias de mitigação mais comuns para "achatar a curva" de contágio das doenças respiratórias. De acordo com a publicação , nove deles, concluíram os cientistas, justificavam as barreiras à transmissão e o isolamento dos doentes, além de medidas básicas de higiene, como lavar as mãos. A medida mais eficiente e mais consistente segundo os estudos era o uso de máscaras. Vigiar fronteiras teve resultado desprezível. "Há evidência limitada de que o distanciamento social é eficaz, especialmente se relacionado ao risco de exposição", escreveram os autores.